# Die Schattenjäger
Die Schattenjäger (Originaltitel Les Fantômes, internationaler englischsprachiger Titel Ghost Trail) ist ein Thriller und das Spielfilmdebüt von Jonathan Millet. In dem Film sucht ein von Adam Bessa gespielter Syrer, der im Exil lebt, nach einem Mann, der ihn im Gefängnis gefoltert hat. Les Fantômes feierte im Mai 2024 bei den Internationalen Filmfestspielen in Cannes seine Premiere, wo Millet für die Caméra d’Or nominiert war. Der Kinostart in Frankreich erfolgte Anfang Juli 2024. Mitte März 2025 kam der Film in die deutschen Kinos.

## Handlung
Nachdem Hamid einige Zeit im Gefängnis war und dort gefoltert wurde, wird er eines Tages im Jahr 2014 von syrischen Soldaten gemeinsam mit einigen anderen Menschen in einem Lastwagen in die Wüste gefahren, wo man sie ihrem Schicksal überlässt. Die Soldaten glauben, sie würden dort sterben, Hamid jedoch tut das nicht.

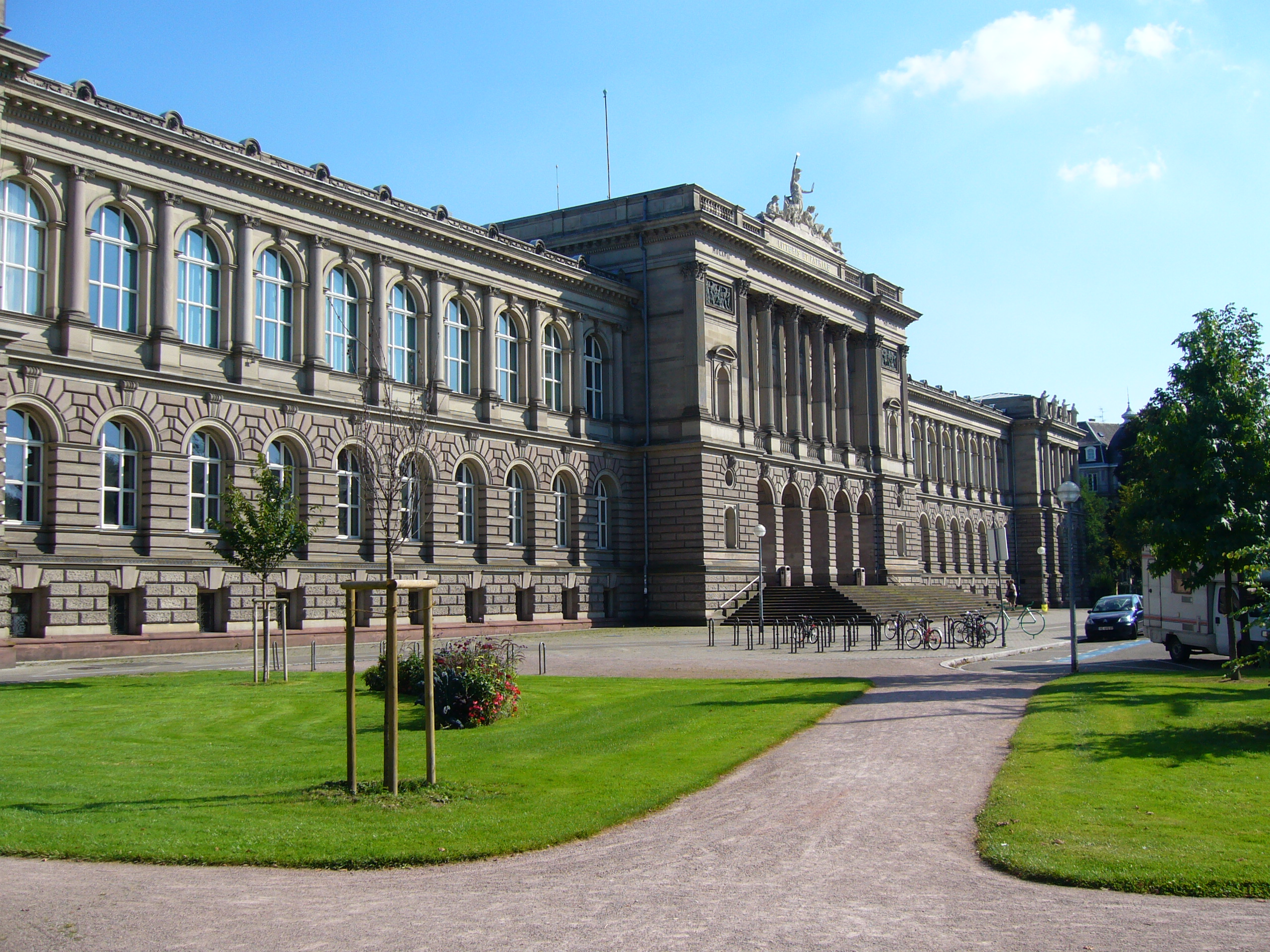
Sami hat sich in Straßburg an der Universität in einen Masterstudiengang eingeschrieben

Zwei Jahre später lebt Hamid in Straßburg und wartet auf die Genehmigung seines Asylantrags in Deutschland. Er ist Teil der Yaqaza-Zelle, eines Untergrundnetzwerks von Syrern, die flüchtige Kriegsverbrecher und Handlanger des Assad-Regimes durch Europa verfolgen und sie den örtlichen Behörden zur Verhaftung und Verurteilung übergeben. Seiner Mutter gegenüber, die in einem Flüchtlingslager in Beirut lebt, behauptet Hamid in seinen wöchentlichen Videochats, in Berlin zu studieren.
Von Yara, die in Syrien Medizin studiert hat, aber in Straßburg eine Schneiderei betreibt, erhält er einen Hinweis über den vermutlichen Aufenthaltsort von Sami Hanna, der Mann, der Hamid und andere zivile Häftlinge im Sednaya-Gefängnis jede Woche aufs Neue brutal geschlagen hat. Gesehen hat er ihn jedoch nie, weil die Gefolterten immer einen Sack über den Kopf trugen. Samis Stimme kennt er jedoch. Unter dem Namen Harfaz studiert dieser in Straßburg Chemie. Er observiert den Verdächtigen, folgt ihm auf Schritt und Tritt und ist überzeugt, den Richtigen gefunden zu haben.

## Produktion

### Filmstab und Besetzung
Regie führte Jonathan Millet, der gemeinsam mit Florence Rochat auch das „von wahren Begebenheiten inspirierte“ Drehbuch schrieb. Nach seinem Philosophiestudium begab sich Millet auf eine lange Reise in ferne Länder und fotografierte in über fünfzig davon. Später drehte er mehrere narrative Kurzfilme, darunter And Still We Walk On, und Dokumentarfilme. Les Fantômes ist sein erster Spielfilm. Elemente des Films sind Millets eigener Lebensgeschichte entnommen. Der 1985 in Paris geborene Regisseur lebte mit 20 Jahren etwas mehr als ein Jahr in Aleppo und begann, Arabisch zu lernen. Der dortige Krieg hatte noch nicht begonnen. Als dieser ein paar Jahre später ausbrach, hatten ihm Freunde Bild- und Filmmaterial aus dem zerstörten Aleppo zukommen lassen. Sie flohen nach Istanbul, wo er sie mehrmals besuchte, und später nach Deutschland. Filmeditor Laurent Sénéchal war in der Vergangenheit für Regisseure wie Arthur Harari und Justine Triet tätig, zuletzt für Anatomie eines Falls.
Der französisch-tunesische Schauspieler Adam Bessa, bekannt aus Filmen wie Tyler Rake: Extraction 2 von Sam Hargrave und  Mé el Aïn von Meryam Joobeur, ist in der Rolle von Hamid zu sehen. Der Palästinenser Tawfeek Barhom spielt seinen Folterer Harfaz. Die österreichische Schauspielerin Julia Franz Richter, bekannt aus Filmen wie Ein ganzes Leben und Bosnischer Topf, ist in der Rolle von Nina zu sehen, die Hamid bei seinem Asylverfahren betreut. Hala Rajab spielt Yara, die ebenfalls aus Syrien flüchtete, nun in Straßburg eine Schneiderei betreibt und Hamid auf die Spur seines Peinigers führt. Safiqa El Till spielt Hamids Mutter.

### Filmförderung und Dreharbeiten
Der Film erhielt von der Deutsch-Französischen Förderkommission eine Projektfilmförderung in Höhe von 220.000 Euro, vom Medienboard Berlin-Brandenburg eine Produktionsförderung in Höhe von 100.000 Euro und von Eurimages 320.000 Euro. Weitere Förderungen kamen von den französischen Regionen Grand Est, Bretagne und Nouvelle-Aquitaine.
Die Dreharbeiten fanden im Sommer 2023 in Straßburg und in Jordanien statt. Als Kameramann fungierte der Belgier Olivier Boonjing, der zuletzt für den Film Le Paradis von Zeno Graton tätig war.

### Filmmusik und Sounddesign

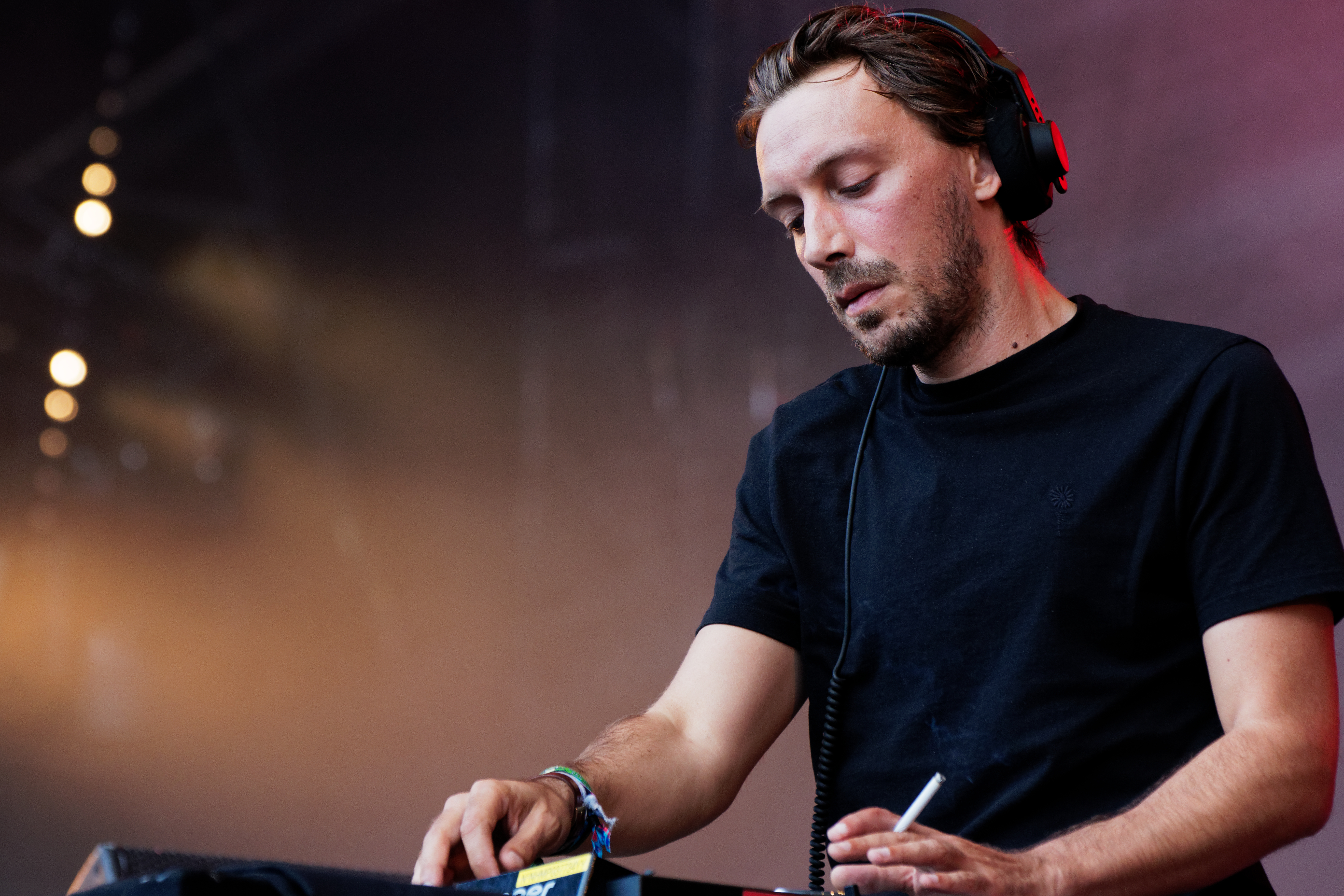
Der Elektro-Pop-Musiker Pierre-Alexandre Busson aka DJ Yuksek

Die Filmmusik komponierte DJ Yuksek. Das Pseudonym des als Pierre-Alexandre Busson geborenen Elektro-Pop-Musikers ist das türkische Wort für „hoch“. Als Komponist war er zuletzt unter anderem für die Fernsehserie In Therapie, die Filmkomödie La cour des miracles von Carine May und Hakim Zouhani und den Dokumentarfilm Bonnie von Simon Wallon tätig. Das Soundtrack-Album für Les Fantômes wurde zum Kinostart des Films in Frankreich von Discrete als Download veröffentlicht.
Tonmeister Nicolas Waschkowski arbeitete zuvor für Filme wie Des Hommes von Lucas Belvaux und The World of Yesterday von Diastème.

### Marketing und Veröffentlichung
Die Premiere des Films erfolgte am 15. Mai 2024 bei den Internationalen Filmfestspielen in Cannes, wo er als Eröffnungsfilm der Semaine de la critique gezeigt wurde. Zu dieser Zeit wurde auch der erste Trailer vorgestellt. Der Kinostart in Frankreich erfolgte am 3. Juli 2024. Im August 2024 wurde der Film beim Melbourne International Film Festival vorgestellt. Im September 2024 wurde er bei der Filmkunstmesse Leipzig und beim Vancouver International Film Festival vorgestellt. Im Oktober 2024 wurde er beim London Film Festival und beim Chicago International Film Festival gezeigt und im November 2024 beim Internationalen Filmfestival von Stockholm. Im Januar 2025 wurde Ghost Trail beim Palm Springs International Film Festival gezeigt. Am 13. März 2025 kam der Film in die deutschen Kinos. Mitte, Ende April 2025 wurde er beim San Francisco International Film Festival gezeigt. Am 30. Mai 2025 kam der Film in ausgewählte US-Kinos.

## Rezeption

### Kritiken
Von den bei Rotten Tomatoes aufgeführten Kritiken sind 96 Prozent positiv.
Michael Meyns, Filmkorrespondent der Gilde deutscher Filmkunsttheater, bemerkt in seiner Kritik, in gewisser Weise habe die Geschichte Jonathan Millets Debütfilm Der Schattenjäger überholt, da der syrische Diktator Baschar al-Assad entmachtet wurde, doch die Qualitäten des Dramas würden nicht in seiner Aktualität liegen, sondern in seiner Universalität, mit der zeitlose Fragen über Rache, Sühne und dem Versuch, nach grausamen Erlebnissen wieder ein normales Leben zu führen verhandelt werden. Auch wenn Die Schattenjäger wie ein Thriller beginnt, habe sich Millet zum Glück für einen anderen Schwerpunkt entschieden. Immer stärker würden die psychischen Folgen angedeutet, die Hamid nicht nur durch die erlittene Folter mit sich trägt, sondern vor allem auch dadurch, dass er sein Leben komplett auf den Wunsch nach Rache ausgelegt hat. So entwickele sich der anfängliche Polit-Thriller hin zu einer tragischen Erzählung, die am Ende weit über den Syrien-Konflikt hinausweist. Unweigerlich müsse man angesichts des Themas an den Nazi-Jäger Simon Wiesenthal denken, der nur knapp den Holocaust überlebte und den Rest seines Lebens dem Aufspüren von Tätern widmete.
Thomas Schultze schreibt in seiner Kritik, manchmal gebe es kaum eine intensivere Seherfahrung im Kino als das Hören, so in Francis Ford Coppolas Der Dialog, in dem Gene Hackman in eine Glaubenskrise gerät, weil er befürchtet, dass ein Pärchen, das er abhören soll, ermordet werden könnte, oder in Brian de Palmas Blow Out, in dem John Travolta von einer zufällig erstellten Audio-Aufnahme, auf der er einen Mord zu hören glaubt, in den Wahnsinn getrieben wird. In diese Ahnenreihe von lupenreinen Filmklassikern geselle sich Die Schattenjäger, ein sensationell guter Thriller, der in seinem Spannungsszenario zwischen München und Der Tod und das Mädchen ganz grundlegende existenzielle Dinge verhandele, sich intensiv mit Rache, Vergebung, Schuld und Selbstjustiz befasse und dabei einfache Antworten verweigere. Was man sieht, sei ohrenbetäubend laut, mit einem Soundkostüm, das unter die Haut gehe, und von der ersten Szene bis zur mit Bedacht gewählten Abblende sei der Film große Klasse.

### Auszeichnungen
César 2025

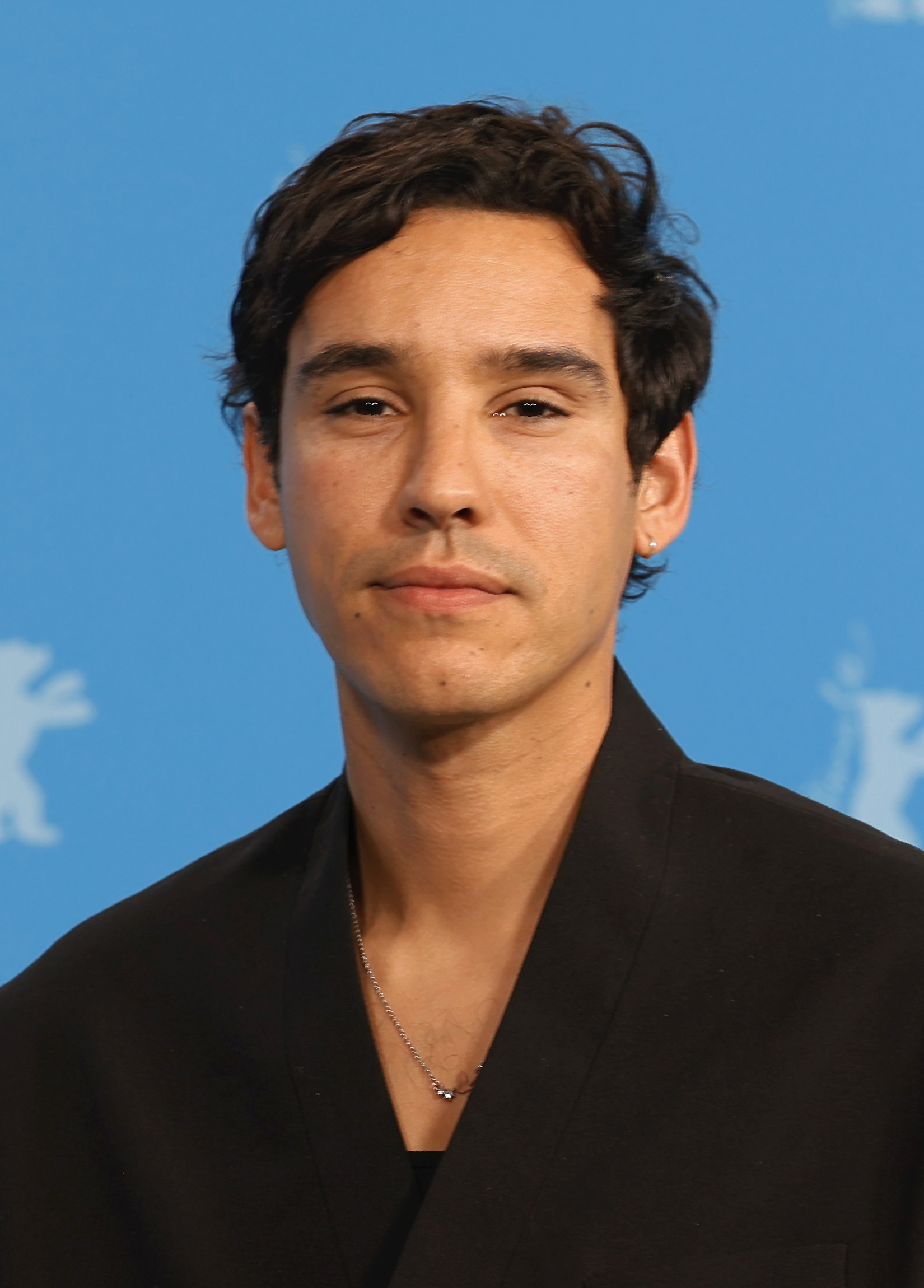
Adam Bessa spielt Hamid

- Nominierung als Bestes Erstlingswerk (Jonathan Millet und Pauline Seigland)
- Nominierung als Bester Nachwuchsdarsteller (Adam Bessa)

Chicago International Film Festival 2024
- Nominierung im New Directors Competition[20]

El Gouna Film Festival 2024
- Auszeichnung als Bester Spielfilm
- Auszeichnung als Bester Schauspieler (Adam Bessa)[26]

International Cinephile Society Awards 2025
- Nominierung als Bester Debütfilm (Jonathan Millet)
- Nominierung als Bester Schauspieler (Adam Bessa)
- Nominierung für die Beste Filmmusik (Lucas Verreman und Yuksek)[27]

Internationale Filmfestspiele von Cannes 2024
- Nominierung für die Caméra d’Or (Jonathan Millet)

Internationales Filmfestival von Stockholm 2024
- Nominierung im Wettbewerb[28]

Lisboa Film Festival 2024
- Auszeichnung mit dem Revelation Award im Discoveries Competition[29]

Louis-Delluc-Preis 2024
- Auszeichnung als Bester Debütfilm[30]

Palm Springs International Film Festival 2025
- Nominierung für den Bridging the Borders Award[31]

Prix Lumières 2025
- Nominierung für das Beste Drehbuch (Jonathan Millet und Florence Rochat)
- Nominierung als Bester Darsteller (Adam Bessa)
- Nominierung als Bestes Erstlingswerk (Jonathan Millet)
- Nominierung für die Beste Filmmusik (Yuksek)[32]